# 多隆阿
多隆阿（转写：Dorongga；1818年—1864年），字禮堂，清朝後期將领，达斡尔族，呼尔拉特氏，满洲正白旗人，出生于齊齊哈爾，與鮑超並稱為猛將，有“北多南超”（鮑超）之譽。

## 對抗太平軍
1853年（咸豐三年）以黑龙江骁骑尉隨勝保、桂明与太平军作战；平太平天國北伐，升为协领。
1856年被湖广总督官文调至湖北黄州（今黄岗），次年在官文、湖北巡撫胡林翼統領下，與都興阿收復武漢、黃州、黃梅，大致抵定湖北省全境。
1860年參與收復太湖。1861年配合湘军攻占安庆，任都统及荆州将军。次年攻陷庐州（今合肥）。

## 陝西戰歿
1862年（同治元年）陝西回乱，五月清廷命令多隆阿督辦陝西軍務，可是多隆阿的部隊在途中被太平軍所阻，清廷於是另派勝保帶兵入陝。勝保被回軍擊敗，清廷只好再命多隆阿進兵陝西。多隆阿於十一月抵達潼關，次年二月攻佔回軍在同州的兩個重要據點羗白鎮和王閣村，九月攻佔蘇家溝和渭城灣，殺死回軍一萬七、八千人。至此陝西回軍被迫向甘肅撤退。1864年（同治三年）3月起，多隆阿攻擊配合太平軍的「順天軍」藍大順於陝西盩厔（今周至）。4月1日，多隆阿攻佔盩厔，進城時遭流彈擊中，延至5月18日傷重不治。贈太子太保，予一等輕車都尉世職，入祀京師昭忠祠，謚忠勇。

## 延伸阅读
[在维基数据编辑]
 《清史稿·卷409》，出自趙爾巽《清史稿》